# نسرية الجلاصي
نسرية الجلاصي (ولد في 19 أغسطس 1989) هي لاعبة جودو تونسية.

## وصلات خارجية
- نسرية الجلاصي على موقع JudoInside.com (الإنجليزية)
- نسرية الجلاصي على موقع أوليمبيديا (الإنجليزية)
- نسرية الجلاصي في JudoInside